# Bad'Huit
Bad'Huit is een gehucht in de Franse gemeente Saint-Martin-Boulogne in het departement Pas-de-Calais.
Het gehucht ligt bijna een kilometer ten oosten van het oude dorpscentrum van Saint-Martin-Boulogne, tegen de grens met La Capelle-lès-Boulogne en Pernes-lès-Boulogne.

## Geschiedenis
De plaats was een hoeve en leengoed. Oude vermeldingen van de plaats gaan terug tot 1286 als Baudewic.
Op de 18de-eeuwse Cassinikaart is de plaats aangeduid als Baduit, op de Carte de l'état-major uit het midden van de 19de eeuw als Bas de Wy.
Eind 20ste eeuw werd net ten westen een groot nijverheidsterrein aangelegd, de Zone industrielle de l'Inquétrie.

## Verkeer en vervoer
Langs de plaats loopt de N42 tussen Boulogne-sur-Mer en Sint-Omaars.
Bad'Huit · Bertinghen · Bréquerecque · Maquétra · Marlborough · Mont Lambert · Ostrohove Saint-Martin-Boulogne · Warocquerie · Watine